# Can Corder (Tavertet)
Can Corder és una casa de Tavertet (Osona) inclosa a l'Inventari del Patrimoni Arquitectònic de Catalunya.

## Descripció
Casa entre mitgeres que consta de planta baixa i dos pisos, l'últim dels quals va ser afegit amb posterioritat. Hi ha tres obertures per planta seguint el mateix eix. Les de la planta baixa i el primer pis tenen la llinda i els brancals de carreus de pedra i l'ampit, també de pedra, estàs motllurat. Les finestres de l'últim pis són més senzilles. El parament és de pedres irregulars.